# 986 Amelia
För andra betydelser, se Amelia (olika betydelser).
986 Amelia eller 1922 MQ är en asteroid i huvudbältet, som upptäcktes 19 oktober 1922 av den spanske astronomen Josep Comas i Solà vid Observatori Fabra i Barcelona. Den har fått sitt namn efter upptäckarens fru.
Asteroiden har en diameter på ungefär 48 kilometer.